# Мау мау (игра)
Мау мау је карташка игра за 2 или више играча, популарна у Немачкој, Србији, Босни и Херцеговини, Аустрији, Бразилу, Холандији и Пољској. Ова игра је део шире породице карташких игара у којима је циљ да се што брже реши својих карти, као нпр. Мао, Осмица, Уно итд. У Србији и околним земљама још се зове „Макао“. Игра се са традиционалне 32 или 52 карте.

## Историја
Правила за мау мау постоје бар од 1930-их година. Игра потиче из Немачке.

## Циљ игре
Циљ игре је бити први који остаје без карата. Пре него што се остане са само једном картом, мора се најавити. Ако је последња карта жандар, мора се рећи „мау мау“, јер у случају да се изађе с том картом сви резултати се дуплирају.

## Карте
Игра се са стандардним, француским шпилом, који је на Балкану најзаступљенији, где има четири знака - треф, каро, херц и пик - али се може играти и са тзв. немачким шпилом, где су знакови жир, лист итд. Може се играти и са малим шпилом од 32 карте, а може и са великим од 52. У случају да има више играча (4 или више), пожељно је користити 2 шпила.

## Правила
Пре него што делилац подели карте, један играч треба да пресече. Ако се на пресеку нађе нека од јаких карти, може се узети. Може се узети максимално три јаке карте. Ако се и четврта нађе да је специјална-јака карта, шпил се мора поново промешати и сечење поновити. Играчима се потом подели свима по 5 или 6 карти (зависно од варијанте). Једна карта се поставља на сто окренута према горе, и на њу ће се играти. Остатак шпила се такође оставља на сто, и с њега ће се вући карте. Затим један по један играч играју.
Играч може играти неку од својих карти ако се поклапа с последњом картом на столу. Две карте се поклапају ако имају исти знак или број. Ако играч нема чиме играти, мора вући једну карту са шпила на столу. Ако ни њу не може одиграти, мора рећи „даље“ и следећи играч је на реду. Кад се испразни шпил на столу, карте са гомиле се мешају, оставља се само последња на врху, а преостале постављају као нови шпил за узимање.
Горенаведена основна правила су генерално иста у свим земљама и локалитетима. Међутим бројна додатна правила се разликују и многа су склона договору. То се највише односи на тзв. „јаке“ карте. Примери јаких карти:
- Жандар је џокер и може се играти на сваку карту, осим на другог жандара. Играњем жандара играч треба рећи који знак - боја ће одсад важити на столу
- Дама обрће смер игре
- Осмица прескаче следећег играча
- Двојка треф даје 4 карте следећем играчу (или претходном, зависно од правила)
- Седмица даје следећег играчу 2 карте (или 3, зависно од правила), али се може одбранити другом седмицом, у ком случају се преносе 4 карте на следећег играча итд.

Сваки пут кад играчу остаје једна карта, мора рећи ”задња” (или нешто слично), да би остали играчи знали. Ако је задња карта жандар, мора рећи „мау мау“, јер у случају такве победе сви резултати су дупли.